# Golgi (månekrater)
Golgi er et meget lille nedslagskrater på Månen. Det befinder sig på den nordlige halvkugle på Månens forside og er opkaldt efter den italienske læge og nobelprismodtager
Camillo Golgi (ca. 1843 – 1926).
Navnet blev officielt tildelt af den Internationale Astronomiske Union (IAU) i 1976. 
Før det blev omdøbt af IAU, hed dette krater Schiaparelli D.

## Omgivelser
Golgikrateret ligger i Oceanus Procellarum, over 150 kilometer nord for Schiaparellikrateret.

## Karakteristika
Golgi er cirkulært og skålformet, og dets indre har højere albedo end det omgivende, mørke mare.

## Måneatlas
- Billeder af Golgikrateret i LPI-måneatlasset
- USGS-kort